# Église Sainte-Anne de Lamotte-Beuvron
Pour les articles homonymes, voir Église Sainte-Anne et Sainte-Anne.
L'église Sainte-Anne est une église catholique édifiée en 1859, située à Lamotte-Beuvron, en Sologne, en France.

## Localisation
L'église est située dans le département français de Loir-et-Cher, sur la commune de Lamotte-Beuvron dans le diocèse de Blois.
C'est la principale église du groupement inter-paroissiale de Lamotte-Beuvron, Vouzon, Saint-Viâtre, Chaon, Souvigny-en-Sologne et Marcilly-en-Gault.

## Historique
La paroisse Lamotte-Beuvron a été fondée en 1703 à l'initiative de Marguerite-Félice de Lévis, duchesse Durfort de Duras (épouse du maréchal Jacques Henri de Durfort), qui habitait le château de La Mothe. La chapelle du château, construite en 1666, servait alors d'église paroissiale sous le vocable de Sainte Anne, Anne étant le prénom de l'archevêque de Bourges, Anne de Lévis de Ventadour, oncle de la duchesse. L'évêque avait lancé vers 1660 le processus devant aboutir à la création de la paroisse (qui n'appartenait pas au diocèse de Bourges qu'il administrait, mais à celui d'Orléans).
L'église paroissiale primitive était située au nord de l'église actuelle. Délabrée et devenue trop petite pour une population en pleine expansion, elle fut démolie et remplacée par l'église Sainte-Anne actuelle, construite de 1858 à 1861 sur les plans de Jules de La Morandière, en partie grâce à un don personnel de Napoléon III.

## Description
L'église de Lamotte-Beuvron conserve, en provenance de l'église antérieure, l'épitaphe en marbre noir indiquant la sépulture du cœur d'Henri de Durfort, fils du seigneur de Vouzon-Lamotte, décédé aux armées, en Flandre, en 1697 à l'âge 26 ans. Elle possède également celle du corps de sa mère, Marguerite-Félicité de Lévis de Ventadour, décédée en septembre 1717.
Le clocher possède quatre cloches fondues par Bollée : 
- Angèle (236 kg - Si bémol) ;
- Marie-Thérèse (299 kg - La) ;
- Célestine (426 kg - Sol) ;
- Anne-Marie-Célestine (620 kg - Fa).

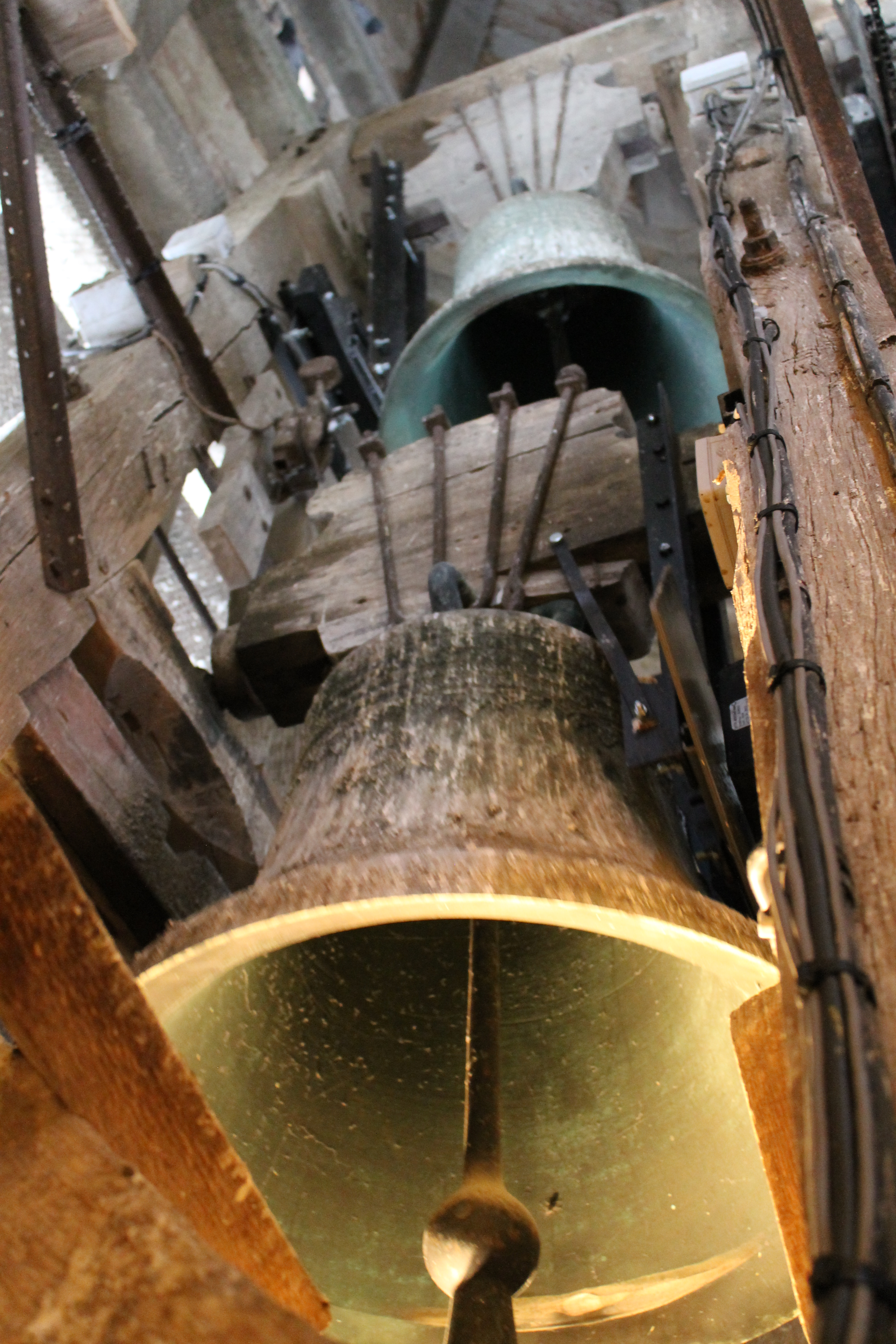
Les cloches Angèle et Célestine.
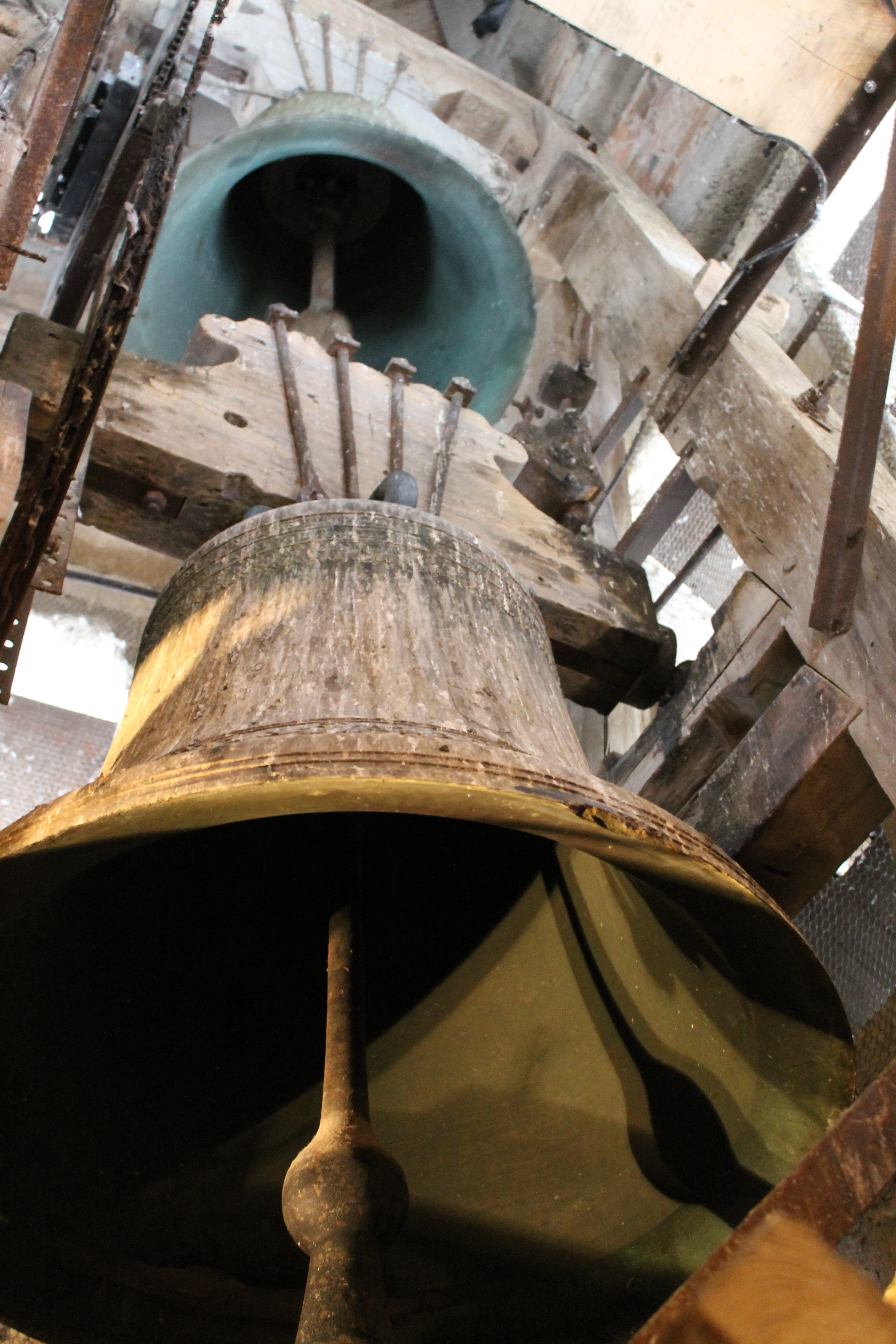
Les cloches Marie-Thérèse et Anne-Marie-Célestine.
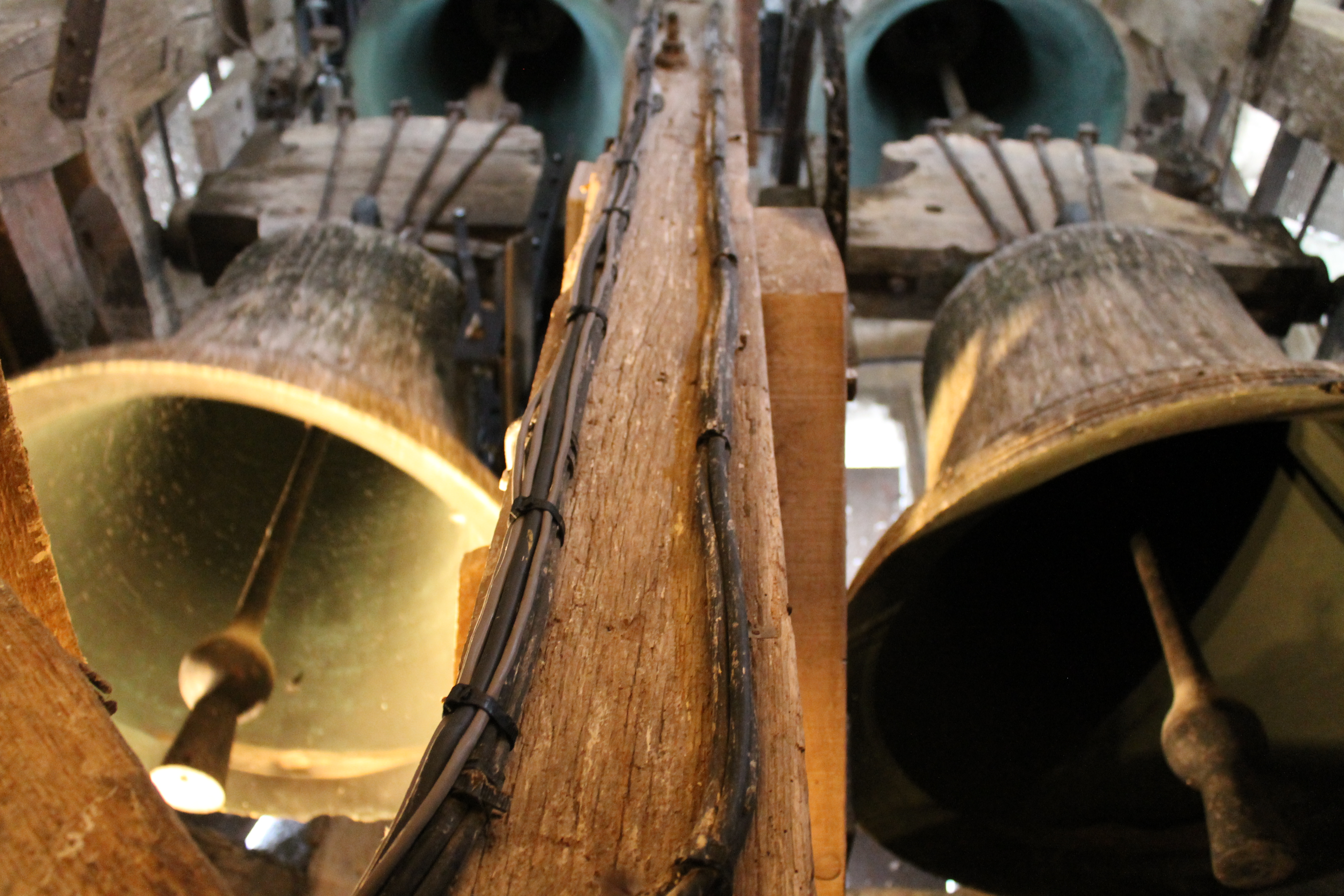
Les quatre cloches.

## Galerie de photographies

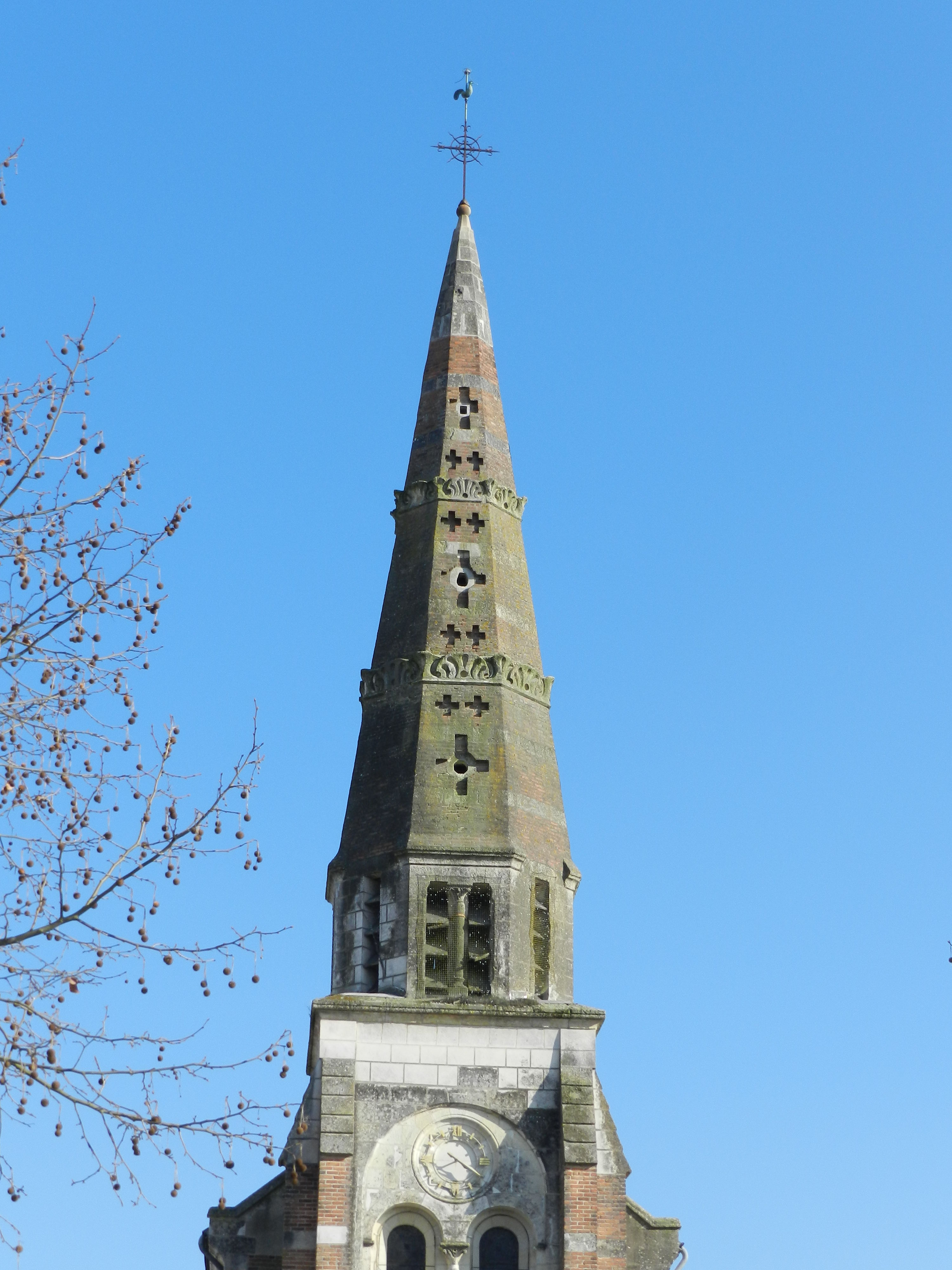
Le clocher de l’église.
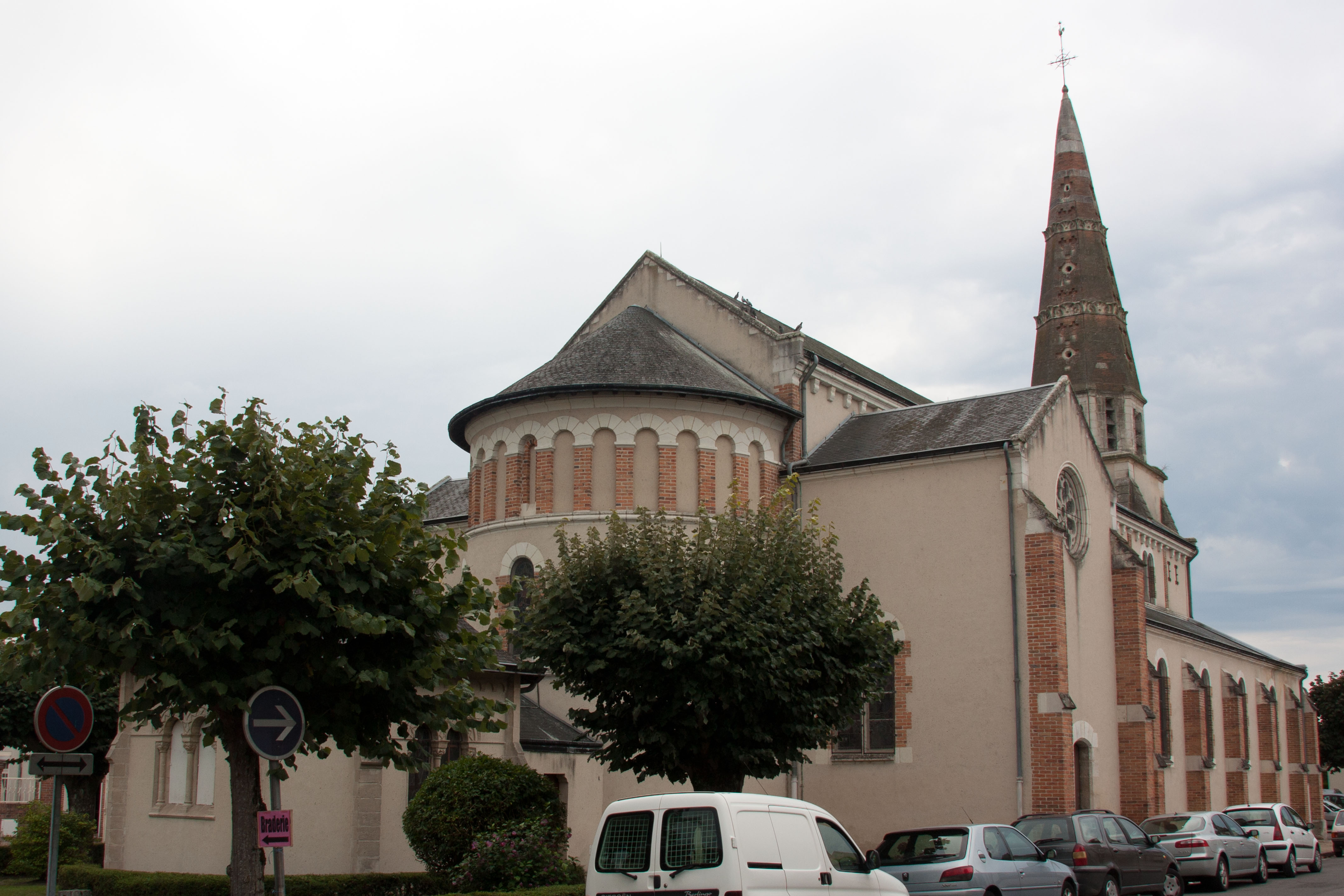
L'abside et la sacristie.
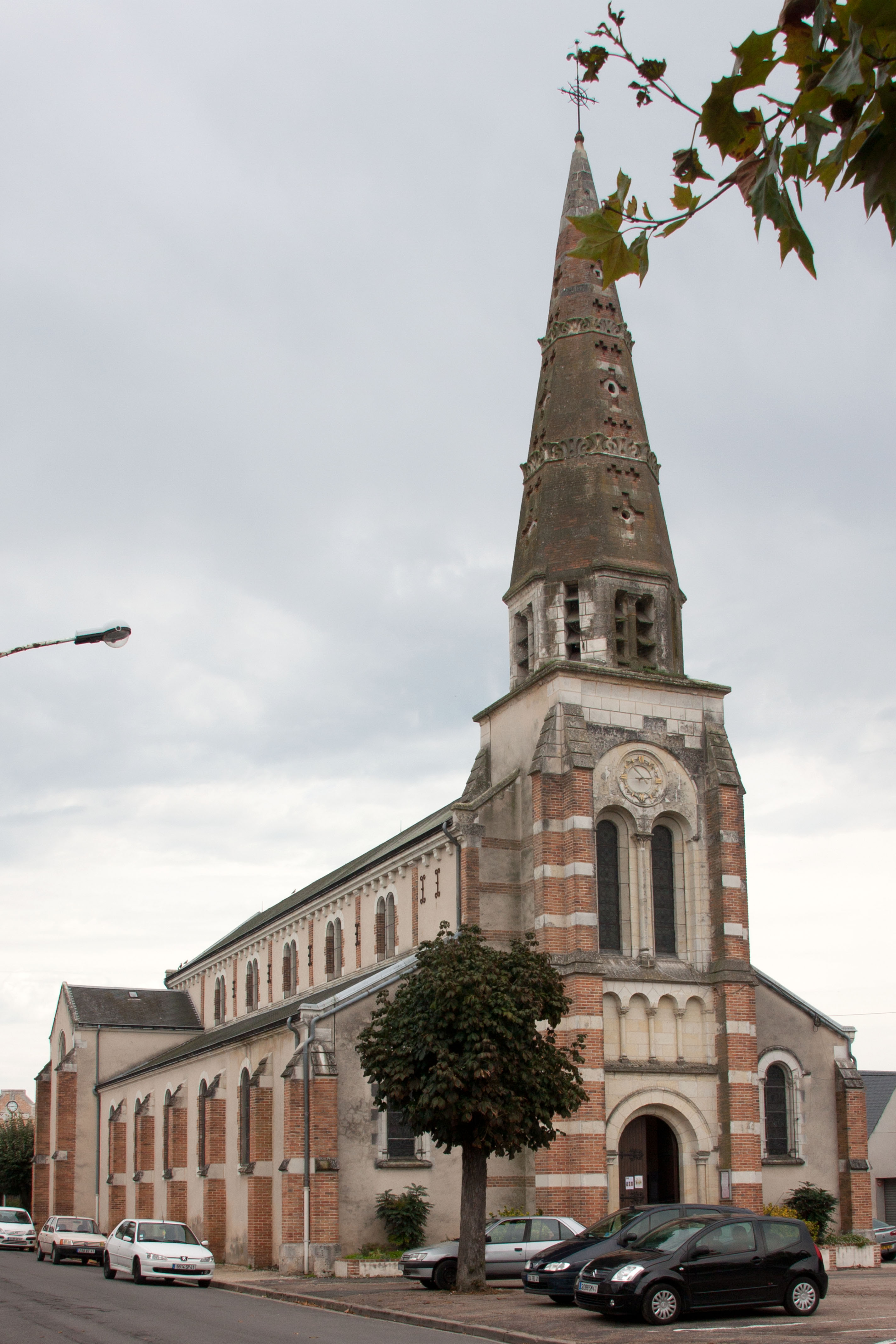
Le parvis et le clocher de l'église.
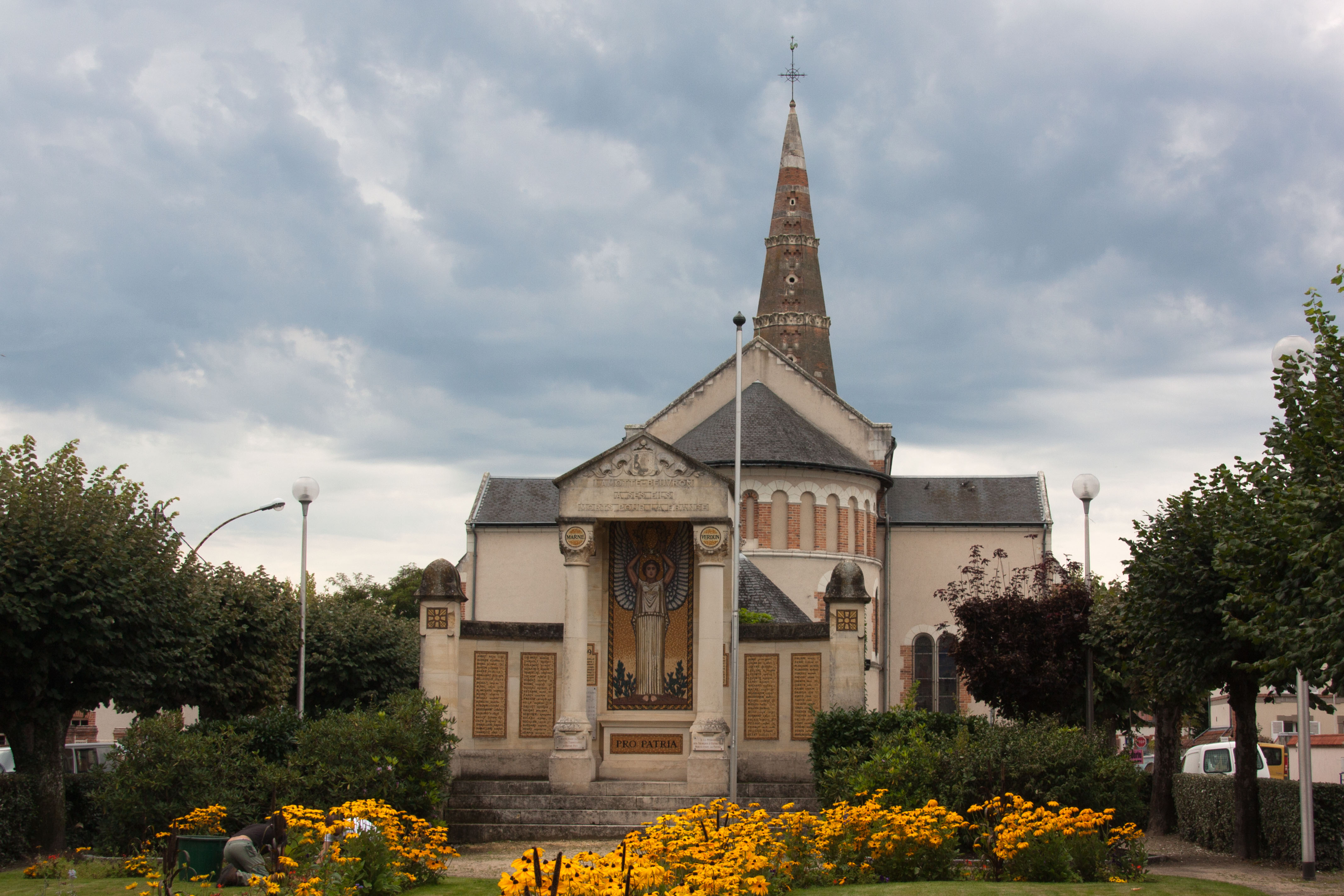
Vue du chevet et des bras du transept.
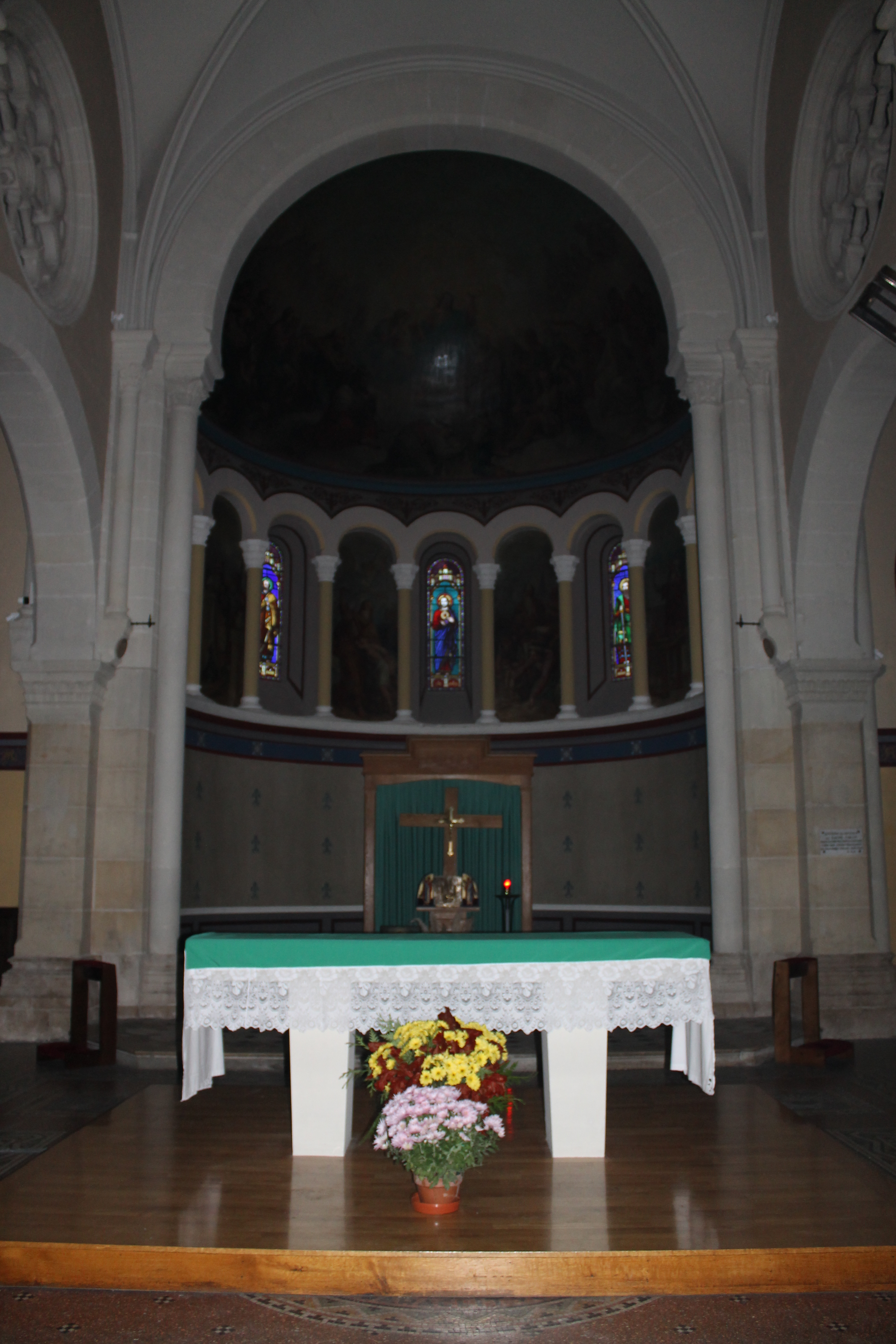
Vue de l'intérieur de l'église : le chœur, l'autel et la fresque du Couronnement de Sainte Anne.
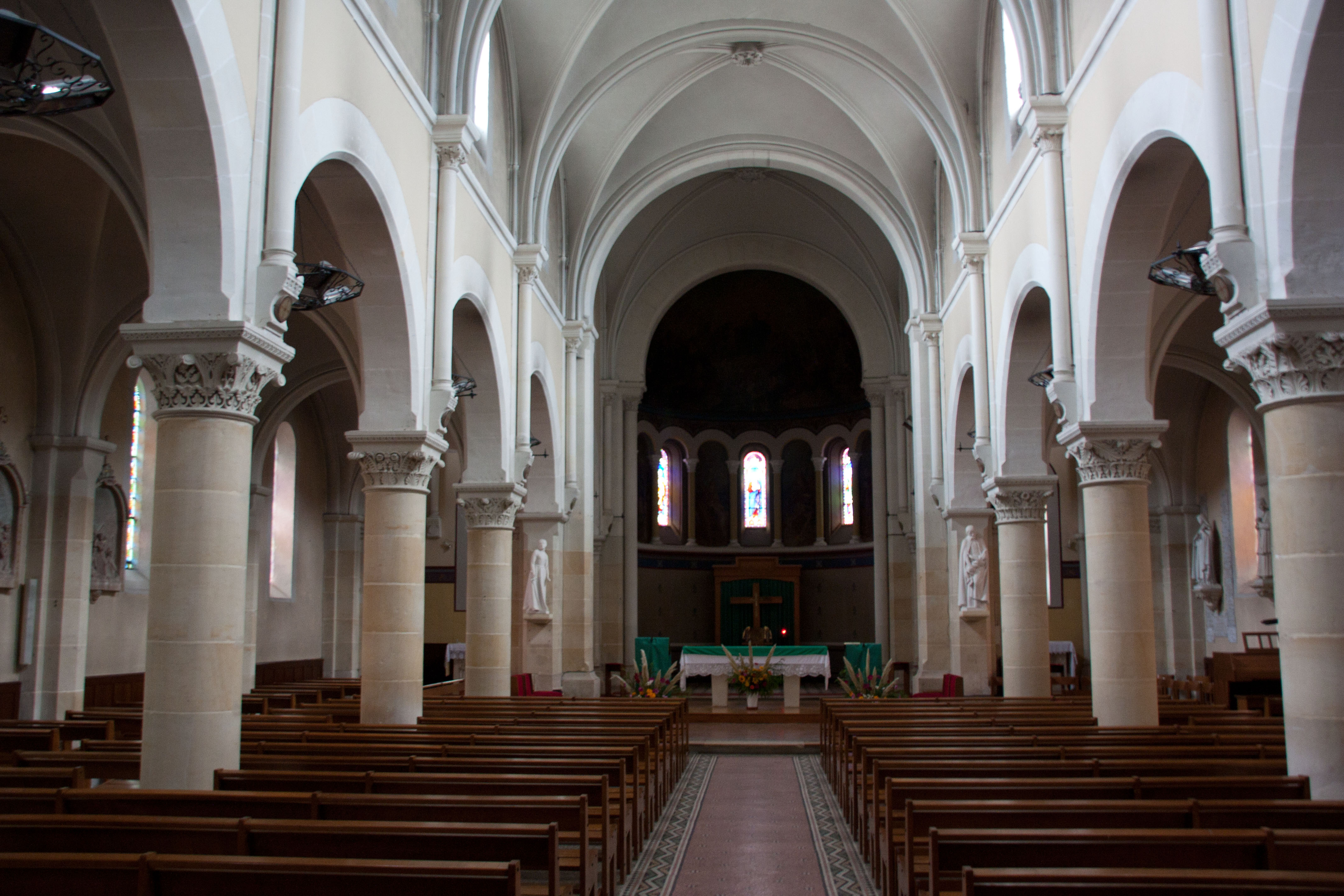
Vue de l'intérieur de l'église : les bas-côtés et le chœur.
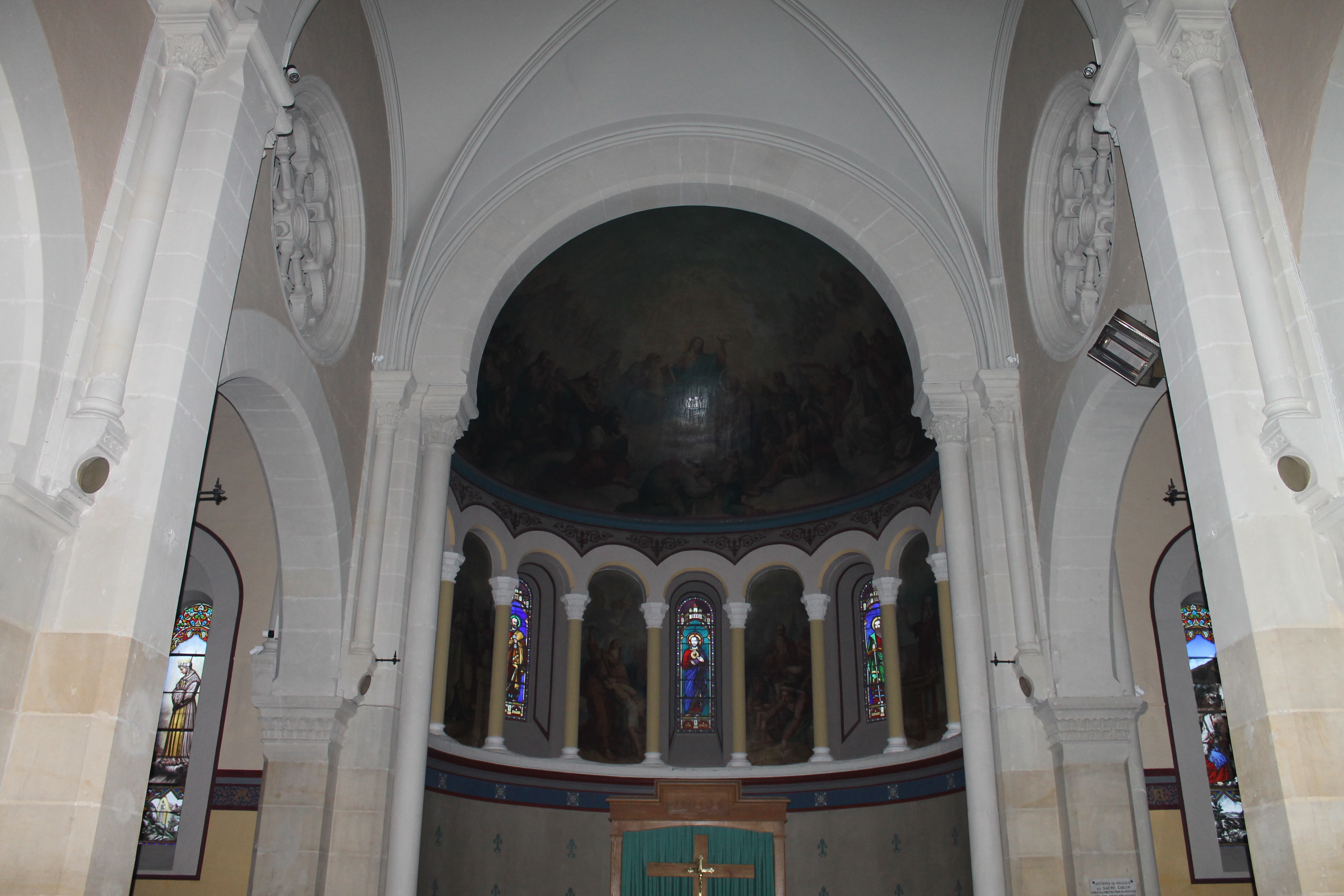
Vue de l'intérieur de l'église : le chœur et l'abside.
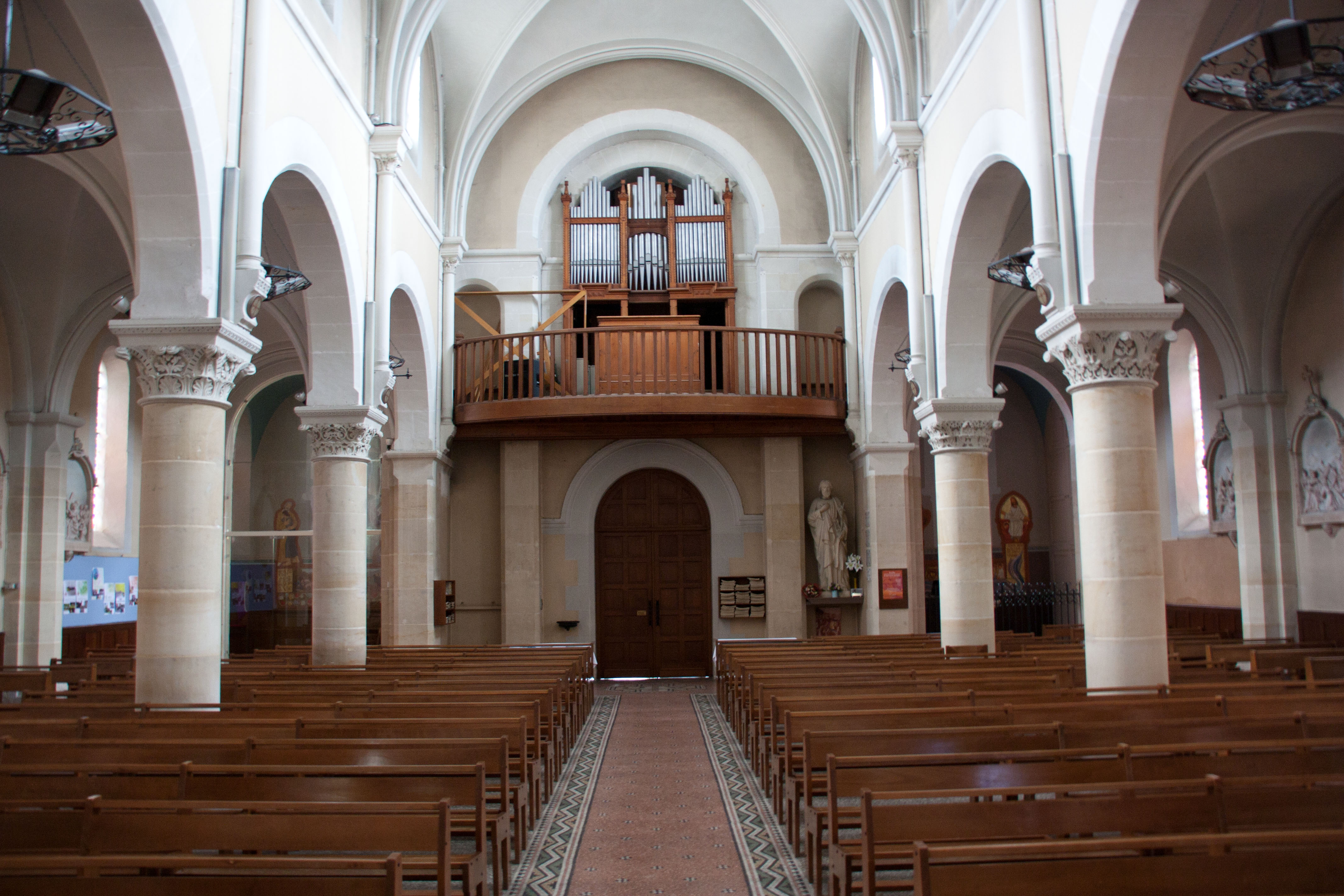
Vue de l'intérieur de l'église : les bas-côtés, le porche, l'orgue, la chapelle de la Miséricorde et les fonts baptismaux.
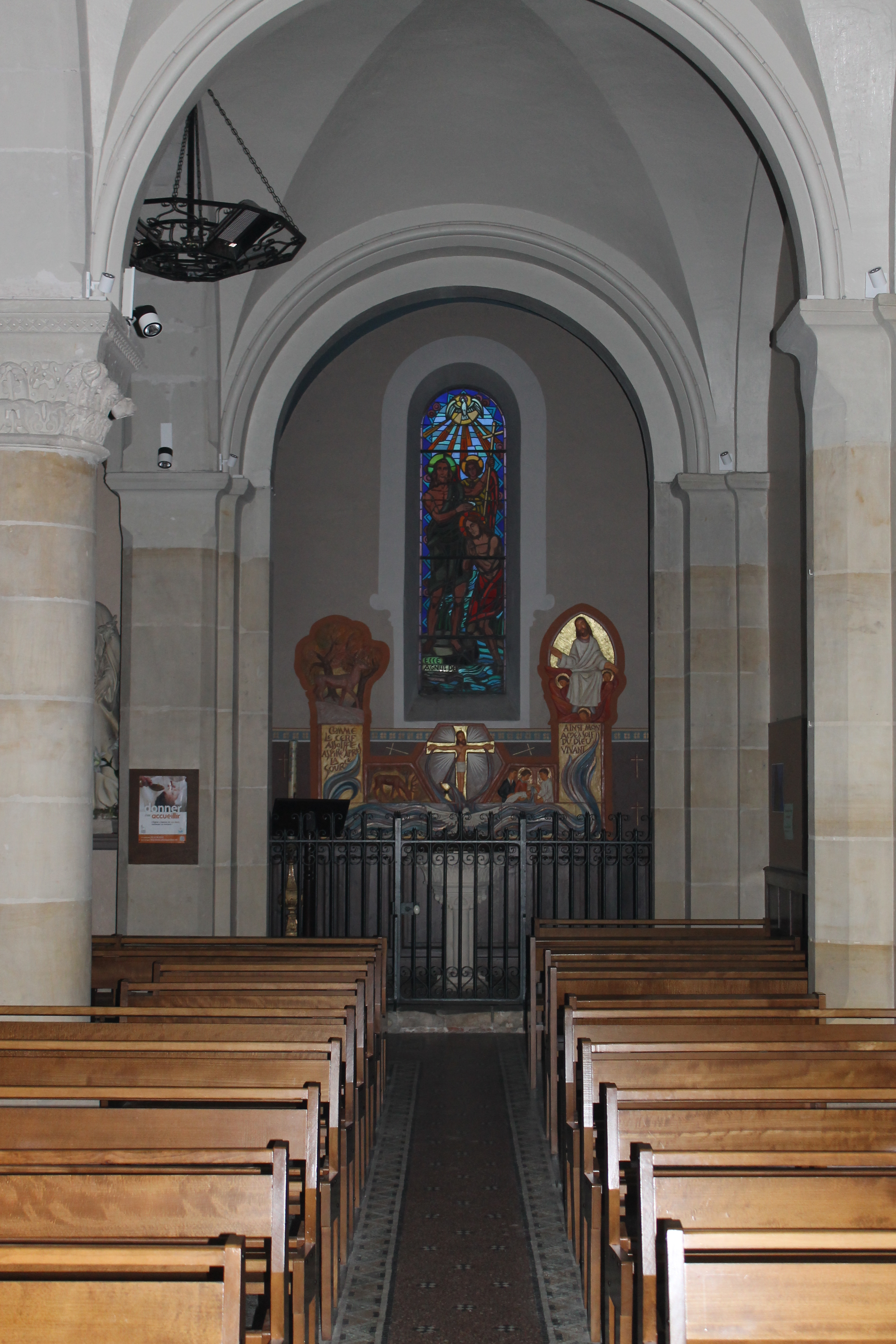
Vue de l'intérieur de l'église : les fonts baptismaux.